# Buttero

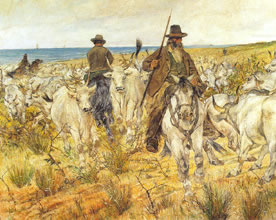
Butteri, Giovanni Fattori (1893)

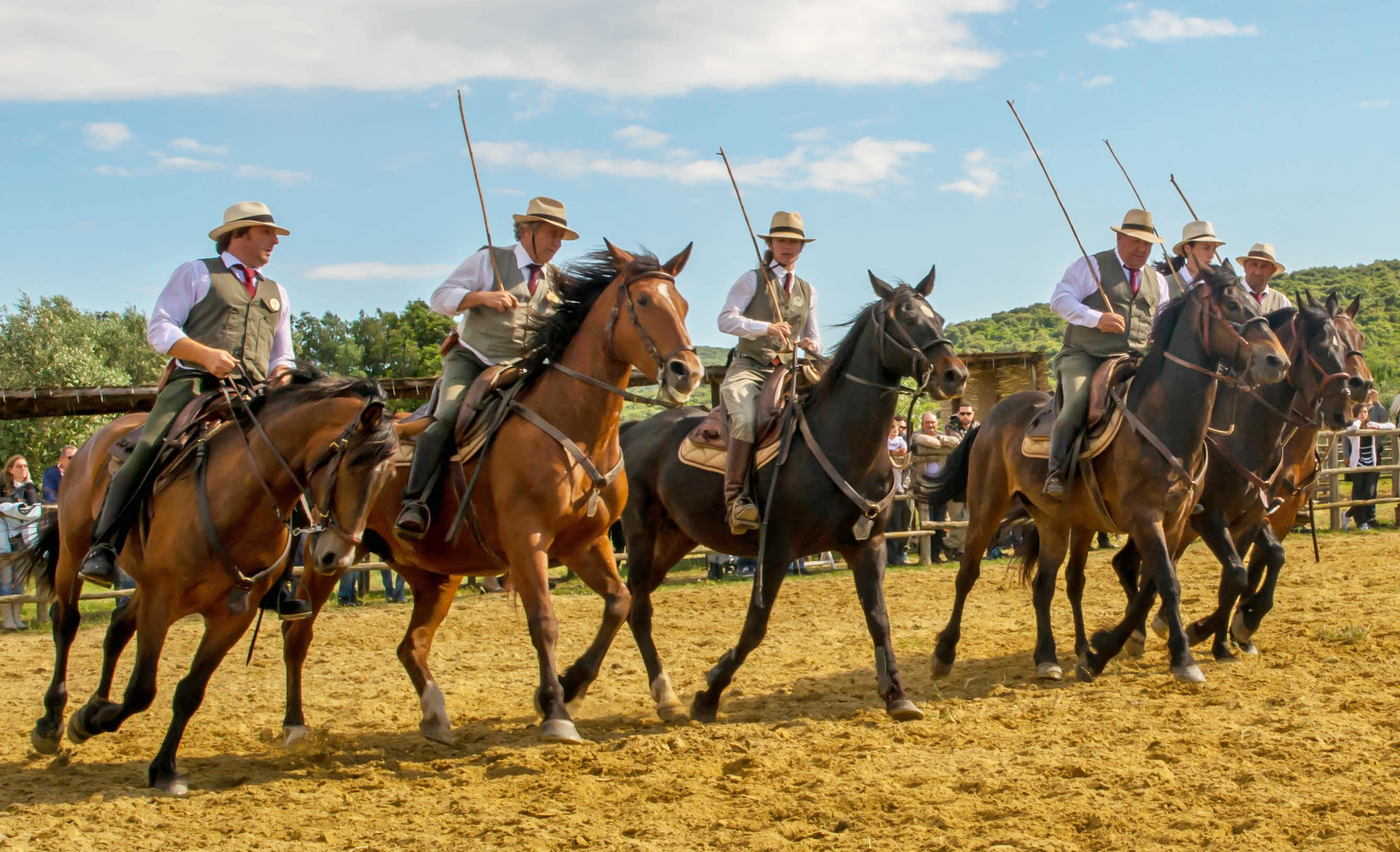
Butteri della Maremma in sella a cavalli maremmani

Il buttero [ˈbut·te·ro] è il tradizionale mandriano della Maremma, della Campagna Romana e dell'Agro Pontino.

## Etimologia
Il nome buttero deriva dal latino regionale *būtorus, dal greco βουτόρος boutóros (leggi: butóros) o βούτορος boútoros (l. bútoros) "pungolatore di buoi", da βοῦς boûs "bue" e τείρω teírō "affatico" (cfr. latino terere); forma alternata di βουπόρος boupóros, "che pungola i buoi" da βοῦς boûs "bue" e πείρω peírō "pungo".

## Caratteristiche
Il buttero cavalca abitualmente il cavallo maremmano. Le selle caratteristiche sono la bardella soprattutto nel Lazio, la scafarda in Toscana e la sella col pallino.
L'abbigliamento del buttero è costituito da calzoni di fustagno, cosciali, giacca di velluto, cappello nero. Si protegge dalla pioggia con un mantello di grandi dimensioni, detto pastràno (che ricorda il poncho – o poncio – dei gauchos). In mano tiene la mazzarella, un bastone impiegato per stimolare buoi e cavalli.

### Maremma

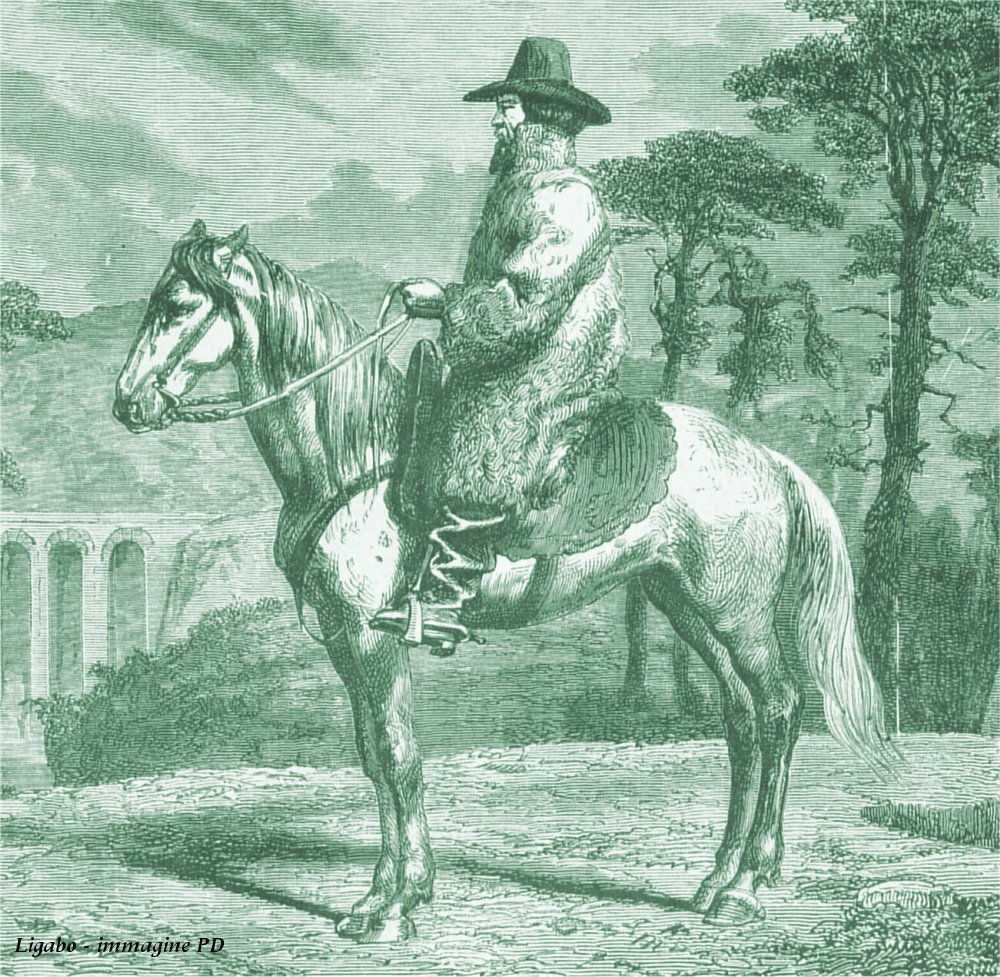
Ritratto di buttero maremmano nel XIX secolo

Butteri con vacche maremmane negli anni 50 nelle campagne di Tuscania

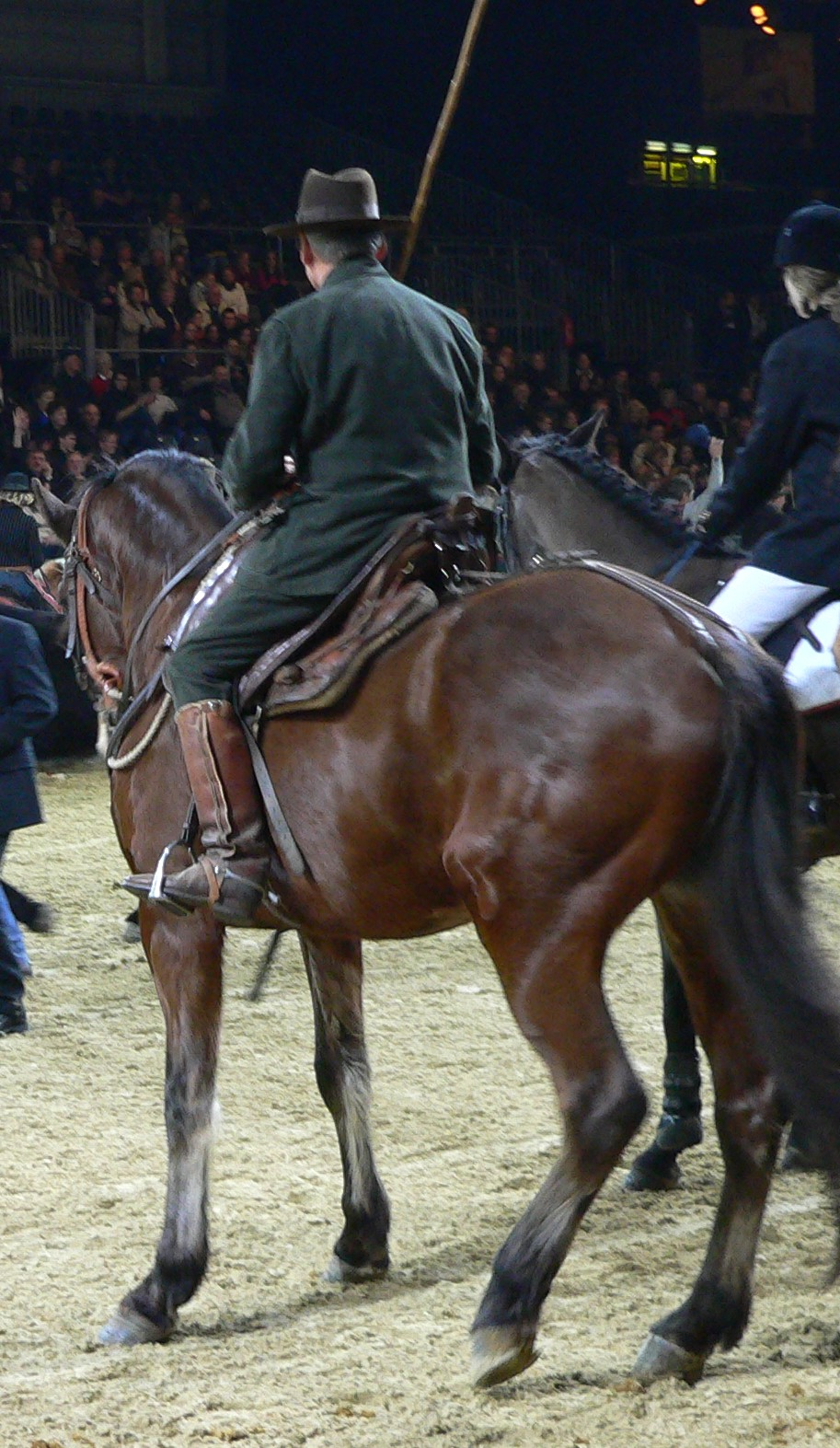
Buttero su cavallo maremmano

Nei giorni 1º maggio e 15 agosto, le attività dei butteri vengono rievocate ad Alberese, mentre durante l'intero periodo estivo sono di scena in varie aziende agricole della Maremma grossetana e laziale.
La vita del buttero d'altri tempi da un punto di vista qualitativo non era certo da invidiare: il duro lavoro negli acquitrini della Maremma iniziava prima dell'alba, con il raduno delle mandrie che veniva effettuato in sella all'inseparabile cavallo. Pasto unico prima di mezzogiorno: "si faceva pagnotta con pane e cicoria accompagnati (ma non sempre) da un pezzo di ventresca o di budellone. Raccoglievamo pomodori, cicoria, patate e ferlenghi per l'acquacotta. All'imbrunire, dopo il ritorno alla stalla, l'unico ristoro era la rapazzola, un rudimentale paltriccio, accanto alle bestie. Qualche volta si raggiungeva il paese per una capatina all'osteria, a riscaldarsi col vino di cantina, discutere di bestiame e intonare un canto a braccio."

### Campagna laziale
Nel giorno di Sant'Antonio abate (17 gennaio) per la benedizione degli animali, sfilano nei centri di Tarquinia, Tuscania, Marta, Valentano, Canale Monterano, Canino, Blera, Tolfa e Montalto di Castro. Protagonisti delle varie feste della merca a Blera, Monte Romano, Tarquinia e Tuscania: in occasione di quella che si svolge in aprile alla Roccaccia, poco distante da Tarquinia, dopo aver marchiato a fuoco all'interno del recinto i giovani vitelli nati nell'anno, i butteri si cimentano in giochi di abilità. La partecipazione solenne in varie rievocazioni della Passione di Gesù assume una particolare colorazione e vivacità nella processione del Cristo Risorto che si svolge a Tarquinia nel tardo pomeriggio della domenica di Pasqua. I butteri precedono la statua facendosi largo tra la folla in sella al cavallo sparando (a salve) la loro doppietta.

### Agro Pontino
Oggi i butteri pontini organizzano ogni anno varie esibizioni a cavallo tra cui la Corsa all'Anello che si tiene nel mese di agosto a Cisterna di Latina, un centro definito "la città dei butteri" grazie alla celebre sfida lanciata da Buffalo Bill durante la tappa romana (Prati di Castello, 8 marzo 1890) della tournée europea del suo circo, il Wild West Show.
La gara fu vinta dalla squadra di butteri cisternesi, capeggiata da Augusto Imperiali, che riuscì a cavalcare un indomito cavallo americano (mustang), riscuotendo gli scroscianti applausi del numeroso pubblico presente. Per questo l'umile buttero dell'Agro Pontino è divenuto l'eroe e il simbolo dei butteri italiani.

## Influenza culturale
Con la scomparsa dei latifondi e con il declino delle attività di lavoro legate alla gestione del bestiame a cavallo, è venuta meno la necessità di queste figure professionali ma si è mantenuto vivo l'interesse per alcuni aspetti come lo stile di monta a cavallo che viene impiegato anche per l'equitazione in campagna, per il turismo equestre e nelle competizioni sportive. La disciplina sportiva della monta da lavoro praticata dai butteri è stata creata dalla FITE (Fédération Internationale de Tourisme Équestre), al fine di permettere a tutti i tipi di monta da lavoro (buttera italiana, vaquera spagnola e portoghese, camargue francese, ecc.) di confrontarsi agonisticamente nelle seguenti prove tutte da sostenere con lo stesso cavallo:
- Addestramento, una prova assimilabile al dressage della monta sportiva.
- Attitudine, una gara di gincana non a tempo nella quale rileva la precisione nell'esecuzione.
- Gincana veloce, una gara di gincana a tempo.
- Sbrancamento vitelli, è una prova nella quale il binomio deve separare un capo di bestiame dalla mandria nel minor tempo possibile.